# Ali Maas
Ali Maas ist eine britische Blues-, Soul- und Rock-Sängerin und Songwriterin.

## Biografie
Ali Maas begann mit 15 Jahren, in lokalen Rockbands in Horsham (West Sussex) zu singen. Danach sang sie in Theatershows sowie Jazz- und Bluesbands im fernen Osten.
Zurück in London tourte sie zunächst mit der Popband Playing in Trains, gründete jedoch bald ihre eigene Rockband First Blue. Die Songs der Gruppe schrieb sie zusammen mit Sean Anderson, einem Neffen von Jon Anderson, dem Frontmann der Band Yes.
Mit Mike Dignam gründete Ali Maas die Rockband McQueen. Zu dieser Zeit traf sie auch die russische Rockband Mumi Troll; auf einigen Alben der Gruppe ist sie als Background-Sängerin zu hören.
Nachdem sich McQueen aufgelöst hatte, trat Ali zeitweilig mit dem Bluesmusiker Papa George auf. Ihr Auftritt auf dem Ealing Blues Festival 2013 wurde begeistert aufgenommen. Zu ihrer Ali Maas Band gehört auch Alan Glen, der unter anderem mit Nine Below Zero und den Yardbirds bekannt wurde.
Seit 2014 arbeitet Ali Maas mit dem früheren Whitesnake-Gitarristen Micky Moody zusammen. 2016 erschien ihr erstes gemeinsames Album Black & Chrome, dem 2020 Who’s Directing Your Movie? folgte.

## Diskografie
- 2016: Black & Chrome mit Micky Moody
- 2020: Who’s Directing Your Movie? mit Micky Moody